# Pierre Marty
Pierre Marty (* 11. März 1918 in Saint-Céré; † 14. Juli 1993 in Villejuif) war ein französischer Psychiater und Psychoanalytiker. Seine speziellen Forschungsinteressen galten der Psychosomatik.

## Leben und Wirken
Marty war der Sohn eines Lehrers. In seiner Kindheit und Jugend hätten ihm die Erkrankungen von engsten Angehörigen große Sorgen bereitet. Marty behauptete später, dass dies der Ursprung für sein Interesse an der Psychosomatik war. Nach dem Lycée begann er sein Studium der Medizin, er erwarb den Facharzt für Psychiatrie (eine spécialité médicale, genauer einen spécialiste en psychiatrie). Angeregt durch Julián de Ajuriaguerra begann er im Jahre 1947 mit der Lehranalyse bei Marc Schlumberger. Ferner wurde er maßgeblich von Henri Ey beeinflusst.
Marty heiratete Simone Fain, die Schwester eines Kollegen, Michel Fain. Das Paar hatte eine Tochter, Catherine Marty. Marty wurde 1963 Witwer und heiratete nie wieder.
Marty trat am 20. Juni 1950 als assoziiertes Mitglied der Société psychanalytique de Paris (SPP) bei und ab dem 20. Juni 1952 wurde er Vollmitglied. Am 20. Januar 1953 wählte ihn Jacques Lacan, der damals Präsident der SPP war, zu seinem Sekretär, eine Position, die er bis zum Jahre 1961 innehatte. Im Jahre 1969 wurde Marty Vizepräsident der SPP und ab dem Jahre 1969 deren Präsident.
In den 1960er Jahren arbeiteten Marty und Michel Émile de M’Uzan sowie Christian David zusammen, um die Behandlung in der psychosomatischen Medizin zu verbessern, so dass ihre Gruppe zeitweise die Bezeichnung „d’École psychosomatique de Paris“ erhielt.
Im Kreis des „Pariser psychosomatischen Zirkels“ tauchte erstmalig der Begriff ‚Mentalisierung‘ auf, der zum Beginn der 1960er Jahre durch die Psychoanalytiker Michel Fain (1963) und Christian  David (1964) in den Diskurs eingeführt worden war.
Zusammen mit Denise Braunschweig, Michel d’Uzan, Michel Fain, Catherine Parat und Christian David gründete er 1972 in Paris das Institut de psychosomatique.

## Schriften (Auswahl)
- Les Mouvements individuels de vie et de mort. Payot, Paris 1998,
- L’Ordre psychosomatique Payot, Paris 1980
- zusammen mit Michel de M’Uzan, Christian David: L’Investigation psychosomatique. Paris 2003
- La Psychosomatique de l’adulte. Paris 2004
- zusammen mit Michel de M’Uzan: Das operative Denken (Originaltitel in französisch »Pensee operatoire«). Psyche (1978) 32(10), S. 974–984, Original